# Cambio continuo

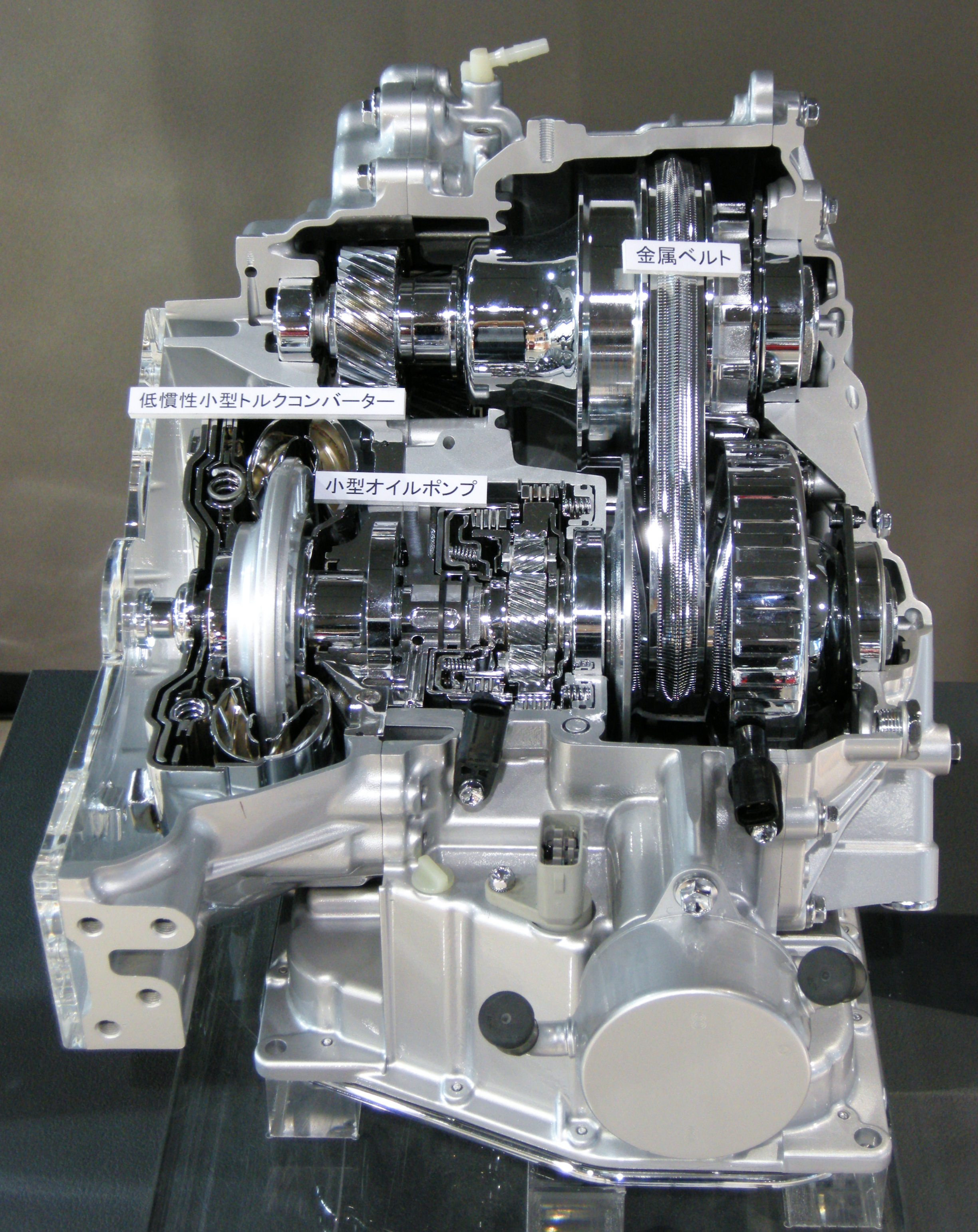
Sistema Super CVT-i della Toyota

Il cambio continuo o variatore continuo detto anche trasmissione a variazione continua (CVT, dall'inglese continuously variable transmission) è un tipo di cambio automatico per autoveicoli in cui il rapporto di trasmissione può variare senza soluzione di continuità tra due valori limite. Per queste sue caratteristiche di funzionamento è paragonabile al Variomatic per scooter, anche se il cambio continuo è più sofisticato, soprattutto per i modelli più recenti a controllo elettronico.

## Caratteristiche generali

Modello di base (principio di funzionamento)

I motori a combustione interna, nonostante la moderna tecnologia li abbia resi sempre più "elastici" e sfruttabili lungo una fascia piuttosto ampia di regimi di rotazione, presentano comunque il massimo rendimento (inteso come minor consumo specifico) all'interno di condizioni di funzionamento (giri e coppia erogata) alquanto ristrette (tipicamente, a regimi medio-bassi e a carichi intermedi o medio-alti).
Il compito della trasmissione è appunto quello di permettere di mantenere il motore nell'intorno del suo regime di funzionamento ottimale a seconda le condizioni di esercizio, ovvero intorno al regime di coppia massima quando si marcia normalmente con carico ridotto o moderato, oppure intorno al regime di massima potenza quando sono richieste prestazioni sportive come nelle gare automobilistiche o comunque quando è richiesto il massimo delle prestazioni dal motore.
In una normale trasmissione a marce questo compito è svolto in maniera approssimativa passando da una marcia all'altra, con una coppia che viene trasmessa alle ruote "a scalini", e una potenza che fluttua con le variazioni dei giri motore, ed è evidente che più alto è il numero delle marce e migliore sarà la possibilità di mantenere il motore intorno ad un regime desiderato al variare della velocità, e di trasmettere coppia e potenza in maniera più fluida e regolare, con minore discontinuità.
Un cambio manuale con più di 6 marce inizia a diventare impegnativo da gestire nella guida quotidiana, mentre sono ormai comuni i cambi automatici con 8, 9 o anche 10 rapporti, ma in ogni caso all'aumentare del numero di marce aumenta il numero di componenti, la dimensione, il peso ed il costo della trasmissione, e la maggiore complessità meccanica non giova all'affidabilità e la durata.
Il cambio continuo risolve brillantemente tutti questi problemi, con due soli elementi tra i quali si trasmette il moto, variando senza soluzione di continuità il rapporto di trasmissione tra di essi.
Il grande vantaggio di poter disporre di un numero di rapporti infinito (all'interno dell'intervallo compreso tra un valore minimo e uno massimo definiti dalle dimensioni e dalle geometrie dei componenti della trasmissione) è quello di poter mantenere il motore ad un numero di giri costante, selezionandolo arbitrariamente in maniera indipendente (o quasi) dalla velocità del veicolo, e poter di conseguenza scegliere questo regime di lavoro del motore in maniera adeguata alle condizioni di carico.
Ad esempio, se al motore è richiesta una potenza medio-bassa, come ad esempio durante la guida in città oppure una volta raggiunta la velocità di crociera, la trasmissione imposterà un rapporto lungo per mantenere il motore a regime di riposo (tipicamente intorno al regime di coppia massima) e ad un moderato livello di carico (coppia erogata), per mantenerlo all'interno della sua zona di rendimento migliore.
Viceversa, se al motore viene richiesto il massimo delle prestazioni, come in fase di sorpasso o in forte accelerazione, la trasmissione imposterà una rapportatura corta per mantenere il motore nell'intorno del regime di massima potenza.
Tutto questo comporta una gestione ottimale del motore, che rimane sempre al regime ottimale per ogni condizione di velocità e di carico, il che si traduce, almeno in teoria, in consumi migliori.
Nel guidare un veicolo con cambio continuo non si hanno a disposizione le 4-6 marce tradizionali, ma un numero infinito di rapporti e l'esperienza di guida è completamente differente. Il funzionamento del motore a regime costante non consente di avvertire i mutamenti sonori del motore e in accelerazione da fermo o da bassi regimi si può avere una sensazione di slittamento della frizione, in quanto prima il motore si porta in coppia e successivamente il cambio adegua il diametro delle pulegge al rapporto idoneo. Tuttavia i moderni cambi CVT elettroidraulici gestiti elettronicamente possono avere una modalità di funzionamento sequenziale, per "simulare" le marce tradizionali impostando dei rapporti fissi. Questo può essere utile per restituire un feeling di guida sportiva e gestire a piacimento il freno motore.

## Storia
Un primo brevetto di cambio continuo toroidale fu depositato verso la fine del XIX secolo, ma il primo modello veramente funzionante, chiamato Variomatic, fu progettato e costruito dal neerlandese Hub van Doorne cofondatore della DAF, negli anni cinquanta. La prima automobile con cambio DAF fu prodotta nel 1958. Il brevetto fu successivamente venduto, assieme alla DAF, alla Volvo.
La FIAT incominciò gli studi di fattibilità in partnership con DAF tramite la SIRA (Società Italiana Ricerche Automotoristiche) fondata dall'ingegnere Dante Giacosa. Il primo prototipo dimostrativo fu allestito su una 131 opportunamente adattata. Fu quindi avviata la progettazione di un cambio per l'impiego su vetture a trazione anteriore. Dopo una produzione limitata di 150 esemplari della Ritmo (data in uso a clienti selezionati), il primo modello prodotto in serie fu la Uno Selecta (1985) che non ebbe grande successo. Successivamente (1990) il gruppo FIAT presentò la Panda Selecta e, con il marchio Autobianchi, lanciò la versione Selectronic sul modello Y10. Su questo cambio, la frizione non era centrifuga ma elettromagnetica controllata da una centralina elettronica. Verrà successivamente riproposto anche sulla Punto Selecta con motorizzazione 1.2 FIRE 8V, ed infine sulla Punto seconda serie nella versione Speedgear, motorizzata dalla variante a 16V del 1.2 FIRE (in questa applicazione il nuovo cambio è dotato di convertitore di coppia bloccabile), e disponibile anche in allestimento Sporting (la differenza a livello di trasmissione rispetto a quella normale è la presenza sulla Sporting della modalità sequenziale con 7 rapporti ravvicinati con la settima marcia "di potenza", mentre in quella normale le marce in modalità sequenziale sono 6, con le prime cinque che ricalcano i rapporti della versione manuale, mentre la sesta è "di riposo"). Tuttavia, le resistenze da parte della clientela italiana all'uso del cambio automatico in genere decretarono l'oblio di tale dispositivo: la Panda Selecta uscì di produzione a fine 1998, mentre la versione Speedgear della Punto non sarà più disponibile tra le versioni introdotte a partire dal restyling del 2003. Sopravvivrà ancora per qualche anno in modelli destinati ad altri mercati (Palio e Albea).
Fu ipotizzato anche l'impiego su vetture di Formula 1 dalla Williams, ma dopo alcuni studi di fattibilità l'idea fu abbandonata a causa della notevole coppia motrice da trasmettere e l'enorme calore da dissipare, anche con l'impiego di una cinghia per ruota il rendimento e la durata non erano giudicate adeguate. Il sistema fu poi immediatamente bandito nel regolamento della F1 non appena si diffusero le notizie sulla sua sperimentazione.
Negli anni ottanta e anni novanta la Subaru Justy fu proposta con il cambio continuo. Anche se la Justy ha avuto scarso successo commerciale, la Subaru ha continuato a produrre cambi continui per propri veicoli e per altre aziende. Nel 1992 la Nissan ha installato su propri veicoli un cambio Subaru, e negli anni successivi ha sviluppato un sistema proprio, in grado di trasferire più coppia e dotato di un convertitore di coppia. Questo modello fu utilizzato su diverse automobili per il mercato giapponese. La Nissan è anche stata l'unica marca a proporre commercialmente cambi continui a rulli negli ultimi anni. Il cambio toroidale Nissan, chiamato X-troid, era disponibile sul mercato giapponese sui modelli Y34 Nissan Gloria e V35 Skyline GT-8. Tuttavia il sistema non fu portato sul modello successivo quando la Cedric/Gloria fu rimpiazzata dalla Nissan Fuga nel 2004.
Dopo avere studiato per anni il sistema a puleggia, la Honda ha introdotto una propria versione nel 1985 sulla Civic.
Dal 1997 la Toyota impiega il cambio continuo e-CVT nell'ibrida Prius.
Nel 2002 la General Motors ha sviluppato un cambio continuo per le proprie utilitarie, ma entro tre anni l'idea è sfumata in favore del cambio automatico comune.
Altre proposte di cambio continuo si sono avute da parte di Audi, che dal 2000 offre un sistema a catena opzionalmente su alcune auto di grande potenza, tra cui la A4 3.0L V6. Nel 2005 le Ford Five Hundred e Freestyle vengono offerte opzionalmente con cambio continuo.
La tecnologia del cambio continuo è molto progredita dalle sue origini ed è tuttora in corso di evoluzione: la Robert Bosch GmbH nel 2021 ha presentato la sua soluzione CVT4EV per ottimizzare consumi e prestazioni sulle auto elettriche dell'ordine del 4% di miglioramenti delle performance, sia per automobili che per veicoli commerciali leggeri.

## Tecnologie
Esistono cambi continui basati su differenti tecnologie.

### A puleggia

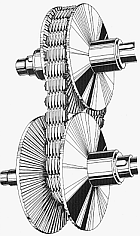
Sistema a catena

Questo tipo di cambio utilizza pulegge collegate (a seconda delle potenze in gioco) da una cinghia in gomma rinforzata con fibre di kevlar, o una cinghia costituita interamente da elementi in acciaio, oppure una catena. Le pulegge sono costituite da due tronchi di cono affacciati per la base minore, calettati su un albero in modo che non possano ruotare l'uno rispetto all'altro, ma soltanto muoversi in senso assiale e ruotare come unico assieme; avvicinando o allontanando tali coni si varia l'ampiezza della gola compresa tra essi, e di conseguenza il diametro apparente su cui si avvolge la cinghia, costringendola a salire o a scendere: in questo modo si varia il rapporto di trasmissione. Nel caso della catena, invece, le ruote sono dentate. Ovviamente, dal momento che la lunghezza della cinghia o catena è fissa, ad un restringimento di una puleggia (aumento del diametro) deve necessariamente corrispondere specularmente un allargamento (riduzione di diametro) dell'altra e viceversa.
Il sistema di regolazione che consente di variare il diametro delle pulegge e allo stesso tempo mantenere costantemente una pressione ben precisa tra i coni delle pulegge e i fianchi della cinghia per impedirle di slittare e consentirle di trasferire la coppia (peraltro tale valore non deve essere eccessivo per evitare un aumento degli attriti e dell'usura) può essere di varia natura.
Nei variatori meccanici più semplici, come ad esempio negli scooter o nei quad, il sistema è completamente meccanico: delle massette centrifughe di forma cilindrica che scorrono su delle guide appositamente profilate tendono a portare il sistema verso il rapporto lungo all'aumentare del numero di giri, mentre una molla "di contrasto" si oppone a questo movimento tendendo a riportare il sistema al rapporto minimo quando i giri diminuiscono; la stessa molla di contrasto può anche essere sfruttata, mediante una serie di rampe elicoidali, per accorciare il rapporto quando si apre il gas ed il motore eroga più coppia, sfruttando l'aumento di trazione sulla cinghia: in questo modo il motore sale di giri e risulta più pronto.
Un sistema un po' più complesso può prevedere un dispositivo che sfrutta il vuoto nel collettore di aspirazione, e quindi l'apertura del gas e di conseguenza la richiesta di coppia, per coadiuvare le masse centrifughe, portando il sistema verso un rapporto più lungo quando si chiude il gas ed il vuoto nel collettore aumenta.
Con l'introduzione dell'elettronica nelle trasmissioni, si è reso possibile pilotarle direttamente tramite un motore elettrico passo-passo. L'ulteriore evoluzione, presente in tutte le trasmissioni CVT automobilistiche moderne, è un sistema elettroidraulico che sfrutta dell'olio pressurizzato da una pompa per generare una spinta (modulata mediante delle valvole regolatrici) su dei sistemi cilindro-pistone ricavati all'interno delle pulegge stesse; mediante piccole differenze di pressione su di una puleggia rispetto all'altra, avviene il movimento dei coni e quindi la variazione del rapporto di trasmissione.
In questo tipo di trasmissioni è possibile in genere individuare quattro sezioni distinte:
- La campana dove è contenuta la frizione o il convertitore di coppia, analogamente ad altri tipi di cambio sia manuale che automatico;
- Il carter centrale che contiene la pompa ad alta pressione per l'olio, i dispositivi per innestare o disinnestare la marcia avanti e la retromarcia, la demoltiplica finale e gli ingranaggi del differenziale;
- Il carter delle pulegge che contiene le due pulegge e la cinghia o catena che le collega, e che costituiscono il "cuore" della trasmissione;
- Il corpo valvole che si trova nella parte inferiore della trasmissione e contiene le elettrovalvole ed un intricato labirinto di canali per portare l'olio in pressione ad azionare e lubrificare le varie parti del cambio, oltre ai vari filtri, valvole di non ritorno e regolatori di pressione per l'olio stesso. Viene coperto da una coppa analoga alla coppa olio del motore, dove si raccoglie tutto l'olio della trasmissione che viene poi ripescato e rimandato in circolo.

In alcune soluzioni la trasmissione del moto avviene per compressione invece che per trazione, come nel cambio CVT adottato da FIAT per la Panda Selecta, Uno Selecta e la Y10 Seletronic. Un'altra caratteristica della cinghia metallica impiegata su tali cambi è quella di essere estremamente flessibile, per permettere raggi di avvolgimento molto bassi e ampliare la gamma dei rapporti di trasmissione. La flessibilità viene ottenuta attraverso l'impiego di un certo numero di anelli di acciaio concentrici molto sottili (in genere da 8 a 12) che costituiscono due fasce laterali. Su questi nastri così ottenuti sono montati i tasselli di spinta, in alcuni casi corrispondenti a piastrine sottili e sagomate con una caratteristica forma pentagonale (il corpo a contatto con le facce delle pulegge) che hanno così un grado di libertà rispetto al nastro che svolge la funzione di trattenimento. Essi presentano inoltre un dentino semi-sferico in modo da trasferire la spinta l'uno all'altro pur potendo ruotare e quindi potersi avvolgere sulle pulegge.
In alcuni veicoli viene impiegato un sistema doppio, con una cinghia per ogni ruota motrice, eliminando i problemi tipici del differenziale (DAF Variomatic).
Il sistema è anche usato negli scooter dal 1954 con il nome di variatore.
Questi cambi, a seconda della potenza che devono trasmettere, possono utilizzare diversi tipi di frizione, ad esempio di tipo centrifugo o a polvere di ferro, oppure un convertitore di coppia, tipicamente dotato di frizione di lock-up.
Sono inoltre corredati di accessori per consentire il passaggio tra le varie modalità: parcheggio, folle, marcia avanti, retromarcia. Tipicamente, lungo l'alberino che collega la frizione con la puleggia primaria, è posto uno stadio epicicloidale con un doppio set di ingranaggi satelliti, per consentire l'inversione del moto e quindi il funzionamento in retromarcia. Esso è solidale con due pacchi frizione multidisco, interno ed esterno. Se viene attivato (bloccato) quello interno, lo stadio epicicloidale gira come un blocco unico e consente la marca avanti, viceversa attivando quello esterno si rende solidale la corona dell'epicicloidale alla carcassa, ed il moto risulta invertito, abilitando quindi la retromarcia (da notare che, in questo modo, si potrebbe avere a disposizione la stessa gamma di rapporti per la marcia avanti, anche per la retromarcia. In genere però la centralina limita questa possibilità, o direttamente mantiene il variatore bloccato al rapporto minimo). Disattivando entrambi i pacchi frizione, il cambio è in folle; un apposito dentino si può innestare sulla dentatura presente tipicamente sulla puleggia secondaria, in questo caso la trasmissione è meccanicamente bloccata e si ha la posizione di parcheggio.
In alcuni cambi a catena si usano particolari lubrificanti, che in condizioni di pressione estrema subiscono un cambiamento di fase da liquidi a solidi vetrosi.
Un cambio a pulegge presenta in genere un rapporto tra il diametro minimo e massimo di lavoro della cinghia (o catena) di circa 2.5:1, il che si traduce, supponendo che le pulegge possano lavorare simmetricamente, in una gamma di rapporti di riduzione compresi tra 2.5:1 e 1:2.5, ovvero 0,4:1. Questa gamma di rapporti è sensibilmente più lunga rispetto alle marce presenti in un cambio manuale, dove si hanno valori tra circa 4:1 in prima e 0,9:1 in quinta o sesta. Questo comporta un rapporto di riduzione finale (al differenziale) tipicamente più corto in un cambio CVT, circa 4.5:1, rispetto a un cambio tradizionale, circa 3.5:1. Inoltre la spaziatura tra i rapporti massimo e minimo è molto più ampia rispetto ad un corrispondente cambio manuale a marce.
Si può infatti osservare che, prendendo ad esempio la Fiat Uno Selecta, l’apertura (cioè il rapporto fra i diametri massimo e minimo delle pulegge) era di 5,843:1, mentre nel cambio meccanico della corrispondente Fiat Uno 60 l’apertura era di 5,01:1. In pratica è come disporre, alla velocità massima, di una marcia sensibilmente più lunga della quinta, a tutto beneficio di rumorosità e consumi. Nella marcia più corta, infatti, il rapporto totale è di 14,076:1, in quella più lunga 2,409:1. All’interno di questi valori la variazione dei rapporti è infinita. 

### A toroidi (Extroid)

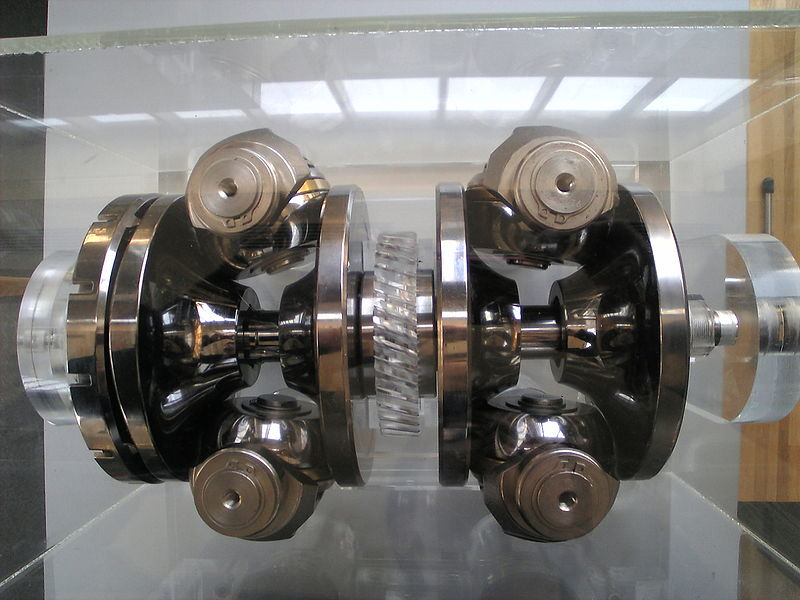
Sistema a toroide

Si immaginino (v. figura) due rulli (uno di ingresso e uno di uscita) con una forma a cono tronco, posti in parallelo e con orientamento opposto, e inseriti nel foro centrale di un toro flessibile disposto ortogonalmente agli assi dei rulli e collegato in pressione a una sezione circolare degli stessi. Quando il toro è collegato in modo che le due sezioni circolari abbiano lo stesso diametro, il rapporto di trasmissione è unitario; quando invece l'elemento toroidale è spostato parallelo a sé stesso, le due sezioni circolari cambiano in maniera coordinata: una aumenta e l'altra diminuisce con lo stesso rapporto in modo che la pressione del toro sui rulli sia mantenuta, ma il rapporto di trasmissione varia con continuità. A seconda della direzione di spostamento avremo così una trasmissione con riduzione (rapporto di trasmissione < 1) o con moltiplicazione (rapporto di trasmissione > 1).

### A sfere
Simile al cambio a toroidi, il meccanismo si basa sulla rotazione delle sfere, le quali tramite l'inclinazione delle stesse, modificano il rapporto di trasmissione, in quanto da un lato sono a contatto con la corona motrice, mentre dal lato opposto sono a contatto con la corona condotta.

### Idrostatico
Alcuni cambi continui utilizzano pompe a portata variabile e motori idraulici. Sono sistemi in grado di trasferire maggiore coppia ma più costosi nell'acquisto e nella manutenzione. Hanno però il vantaggio che i motori possono essere montati direttamente sui mozzi delle ruote, consentendo una maggiore flessibilità costruttiva ed eliminando le perdite di energia dovute agli alberi di trasmissione e al differenziale. Questo sistema è impiegato in macchine operatrici semoventi, soprattutto macchine agricole e movimento terra, ma anche in trattori da giardino.

### CVT a coni
Rientrano in questa tipologia i CVT la cui geometria sia costituita da uno o più corpi conici che cooperano lungo le reciproche generatrici realizzando così la variazione di rapporto.
Di questo tipo ve ne sono a un cono soltanto dove un corpo volvente (rotella) spostandosi sulla generatrice del cono realizza la variazione di rapporto esistente fra diametro inferiore e diametro superiore del cono stesso.
Vi sono poi i CVT a due coni, in cui i due coni sono posizionati in opposizione (ossia con il diametro inferiore dell'uno in corrispondenza del diametro maggiore dell'altro); il contatto fra tutti i possibili diametri dei due coni è realizzato da un anello interposto tra i coni stessi. 
La variazione si realizza movimentando l'anello lungo il mantello-generatrice dei due coni.
In un CVT a più coni basculanti la coppia viene trasmessa per attrito di contatto da un numero variabile di coni (in funzione della coppia da trasmettere) a un mozzo centrale avente forma a “botte”.
La superficie laterale del mozzo è convessa secondo un raggio di curvatura determinato, inferiore al raggio di concavità dei coni; in tal modo si ha un solo punto (teorico) di contatto fra cono e botte.
Una particolarità del CVT Warko è l'assenza di frizione: il motore è sempre collegato alle ruote e la trazione posteriore viene realizzata tramite un sistema epicicloidale in uscita, chiamato “power split”, che permette la condizione di “Zero Dinamico” (quando il motore è in funzione, il variatore, in una particolare posizione, compensa l'attività del motore avendo zero giri in uscita). Non è chiaro tuttavia se e quando tale cvt sia stato mai prodotto.

### CVT a rulli radiali
Il principio di lavoro di questo CVT è simile a quello di una comune pompa a palette per olio. La differenza consiste nel fatto che non viene compresso olio, ma semplici rulli in acciaio.
La capacità di trasmissione del moto tra i rulli in acciaio viene garantita da un fluido di trazione che aumenta la frizione tra le superfici di contatto e contemporaneamente aumenta la durata del variatore. Diversamente da altri sistemi, il CVT a rulli radiali non presenta variazioni della velocità tangenziale di rotolamento lungo la linea di contatto dei rulli. Grazie a tale caratteristica questo CVT ha rendimenti energetici estremamente elevati.
I vantaggi principali di questo CVT sono il basso costo di realizzo e l'alta efficienza energetica.

### CVT con rotismo epicicloidale
Un cambio continuo di questo tipo è montato da alcuni modelli Toyota e Lexus. 
La possibilità di realizzare un cambio continuo di velocità con l'uso di rotismi epicicloidali era noto da tempo, ma i componenti di cui si disponeva fino a non molti anni fa non permettevano realizzazioni con un livello sufficiente di rendimento e di affidabilità. Recentemente, la disponibilità di nuovi componenti elettromeccanici ed elettronici (motori a magneti permanenti e inverter) ha reso possibile produrre cambi continui con caratteristiche soddisfacenti sotto ogni aspetto.
Il componente base di tale nuovo cambio è il rotismo epicicloidale.

#### Struttura
Esso è costituito da:
- una raggiera (normalmente a 3 o 4 raggi) portante su ogni raggio un perno disposto parallelamente all'asse della raggiera sul quale è montato folle un ingranaggio;
- un ingranaggio centrale disposto al centro dei 3 o più ingranaggi di cui sopra con i quali ingrana. Data la similitudine fra questa disposizione e quella del sistema solare, questo ingranaggio viene chiamato “sole” mentre i 3 o più ingranaggi che gli stanno intorno vengono chiamati “planetari”;
- una corona a dentatura interna che circonda i planetari e ingrana con essi.

Ciascuno di questi tre elementi è sopportato da un asse.

#### Funzionamento
La relazione fra le velocità e le coppie intercorrenti fra i tre assi sono deducibili dalle considerazioni seguenti:
- raggiera bloccata: i planetari sono intermediari fra corona e sole che non ne alterano il rapporto meccanico che pertanto vale:

{\displaystyle k={Nc \over Ns}}.
dove Nc è il numero dei denti della corona e Ns è quello del sole. Riferendoci alle velocità V dei due assi sarà:
{\displaystyle k={Vs \over Vc}}.
- Raggiera libera di ruotare, si vedrà le velocità della corona ridotte della velocità Vr della raggiera. La formula diverrà pertanto:

{\displaystyle k={(Vs-Vr) \over (Vc-Vr)}}.
che si può anche scrivere:
{\displaystyle 0=Vs-kVc+Vr\cdot (k-1)}.
Quindi, se la raggiera ruoterà nel medesimo verso del sole (ingranaggio centrale) si avrà una riduzione della velocità della corona, fino a un suo totale arresto; ciò permette di:
- Aumentare il regime a parità di velocità
- Ridurre la velocità a parità di regime
- Combinare i due precedenti

Se invece la raggiera ruoterà nel verso opposto del sole (ingranaggio centrale), si avrà un aumento della velocità della corona; ciò permette di:
- Aumentare la velocità a parità di regime
- Ridurre il regime a parità di velocità
- Combinare i due precedenti

#### Coppie in gioco
La relazione fra le coppie è deducibile dalla considerazione che in qualsiasi condizione di funzionamento la forza tangenziale fra i denti degli ingranaggi in presa è la stessa per tutti gli ingranaggi del rotismo, per cui le coppie sugli assi dipendono unicamente dai raggi su cui esse agiscono; vale a dire, il rapporto fra le coppie presenti sui vari assi è costante e dipende solo da come il dispositivo è costruito.
Il cambio continuo utilizza questo dispositivo per ottenere dal motore ruotante a velocità costante un asse ruotante a velocità variabile. Se infatti il motore muove la raggiera a velocità costante Vr, la velocità della corona risulterà:
{\displaystyle Vc={Vs \over k}+Vr\cdot (k-1)}.
cioè la velocità della corona Vc sarà proporzionale alla velocità del motore sommata algebricamente a una velocità proporzionale alla velocità dell'asse sole. Se a quest'asse è connesso un primo motore elettrico capace di ruotare nei due sensi nella gamma di velocità +Vs/-Vs si otterrà sull'asse corona una velocità che varia fra +Vs/k e –Vs/k.
Il motore elettrico è sottoposto a una coppia (il cui valore è in rapporto fisso con quelle agenti sugli altri assi, per quanto visto sopra) per cui, quando ruota, eroga o assorbe una potenza secondoché coppia e velocità abbiano lo stesso segno o segno opposto. Questa potenza viene sommata (in senso algebrico) alla potenza trasmessa dall'asse corona tramite un secondo motore elettrico o montato direttamente sull'asse corona o attraverso un riduttore. Più precisamente, quando il primo motore elettrico ruota nel senso di aumentare la velocità dell'albero corona, esso funziona da motore e il secondo motore (del sole) funziona da generatore, e viceversa.
Il primo motore somma la propria velocità a quella dell'albero corona ed è controllato in velocità; il secondo motore somma la propria coppia allo stesso albero ed è controllato in coppia a un valore tale da assorbire la stessa potenza generata dal primo motore. In sostanza, tutta la potenza che eroga il motore a benzina finisce sull'albero corona indipendentemente dalla velocità a cui esso gira, che era ciò che si voleva ottenere.
Alla richiesta di forti accelerazioni al secondo motore è inviato un segnale di coppia più elevato di quello corrispondente a una richiesta di potenza pari a quella generata dal primo motore; analogamente, in frenatura il segnale di coppia è minore di quello corrispondente alla richiesta di potenza di cui sopra. La differenza in ambedue i casi è coperta dalla batteria che alimenta gli inverter dei due motori.
Il rotismo che funge da sommatore delle potenze (o più esattamente delle coppie) potrebbe essere un normale riduttore, ma nelle vetture ibride è a volte, per comodità costruttiva, un altro rotismo epicicloidale con corona bloccata funzionante pertanto da riduttore. 
Infatti ponendo Vc = 0 si ha:
{\displaystyle {Vs \over Vr}=1-k}, cioè si ottiene un riduttore con rapporto 1 –k. 
Nella Lexus GS450h le cose sono ancora più complesse, perché per sommare le coppie di rotismi epicicloidali ve ne sono due nei quali bloccando un elemento o l'altro si ottengono due diversi rapporti. In effetti il cambio di questa vettura ha due gamme, con commutazione automatica dall'una all'altra, all'interno delle quali la variazione del rapporto è continua.

### CVT a catena e ruote libere
Il sistema è composto da una ruota motrice ed una condotta tra di loro collegate tramite un mezzo flessibile (come catena, cinghia trapezoidale, cinghia dentata,..). Entrambe le ruote, motrice e condotta,  sono a loro volta composte da una struttura a raggera e su ogni braccio che la compone è montata una piccola ruota dentata che può scorrere, guidata, lungo l'asse del braccio stesso.
La ruota motrice mette in rotazione, tramite la catena, la ruota condotta ed entrambe possono variare il loro diametro allontanando o avvicinando le ruote dentate che la compongono. Quest'ultime ruote hanno la particolarità di bloccarsi quando si tenta di ruotarle in un senso, rispetto al proprio asse, e di scorrere liberamente nel senso opposto, mantenendo così, istante per istante, la catena perfettamente ingranata sulle ruote tanto in espansione che in contrazione del diametro. Per garantire "rotondità" al sistema la catena si appoggia su due semi-coni che ruotano solidali con le ruote principali.
Il sistema così composto, brevettato da Giorgio Cattini, passando dalla logica ad attrito a quella di spinta meccanica, non ha limiti di coppia trasmessa, ampio range nei rapporti di trasmissione, attriti quasi inesistenti.

### Ibrido
Si tratta del sistema presente in diversi veicoli ibridi Toyota (soprattutto la Prius) anche se viene spesso erroneamente annoverato tra i CVT mentre in realtà non è un "cambio" di velocità ma piuttosto un dispositivo di ripartizione dei flussi di potenza, che funziona in maniera completamente diversa.
Si compone di un riduttore epicicloidale così strutturato:
- Il solare centrale è collegato ad un motore/generatore elettrico (MG1);
- Il porta-satelliti è collegato direttamente al motore a combustione interna (MCI) senza frizione;
- La corona esterna è collegata ad un secondo motore/generatore elettrico (MG2) e alle ruote motrici mediante un rapporto fisso (riduzione finale sul differenziale).
La partenza avviene in elettrico mediante le batterie e MG2, mentre MCI è fermo e MG1 gira in folle. Dato che la velocità di uscita del porta-satelliti è pari alla differenza di velocità tra il solare e la corona, raggiunta una velocità sufficiente si inizia ad energizzare MG1, che riducendo i giri comporta la rotazione del porta-satelliti e quindi l'avviamento di MCI.
Da questo momento in poi, MCI trasmette potenza sia a MG1 che a MG2. Man mano che il veicolo accelera, i giri di MG2 aumentano, e al contempo una aliquota sempre maggiore di potenza viene prelevata da MG1 e dirottata direttamente su MG2, in maniera tale da mantenere la differenza tra le velocità di rotazione, pari al numero di giri di MCI, a un valore costante.
Naturalmente il tutto è gestito elettronicamente da una centralina che decide a seconda della velocità e delle condizioni di carico, la ripartizione ottimale tra i flussi di energia, integrandoli se necessario con il prelievo dalle batterie, oppure viceversa provvedendo alla loro ricarica, che può avvenire sia dirottando parte della potenza in eccesso prodotta da MCI, sia mediante rigenerazione in fase di frenata.

## Vantaggi e svantaggi
Rispetto al cambio automatico tradizionale a rotismi epicicloidali, il cambio continuo è più semplice da costruire e mantenere e offre un migliore rendimento energetico, che può essere ulteriormente migliorato rimpiazzando il convertitore di coppia con una frizione centrifuga o elettromeccanica, oppure aggiungendo al convertitore stesso una frizione di bypass (detta di lock-up).
Potendo mantenere il motore a regime costante e sempre ottimale, questo cambio consente, almeno in teoria, una sensibile riduzione dei consumi. Inoltre, rispetto ad un cambio automatico tradizionale, ha meno componenti, quindi è più compatto e leggero, a ulteriore vantaggio nei consumi. In realtà, bisogna tuttavia considerare che il rendimento meccanico di una cinghia è in genere inferiore (circa 88%) a quello di una coppia di ingranaggi (circa 98%), inoltre parte della potenza viene spesa per l'azionamento degli accessori, principalmente la pompa ad alta pressione per l'olio, che oltre alla lubrificazione provvede anche all'azionamento delle varie parti meccaniche.

Nel complesso un cambio continuo a variatore meccanico a seconda del tipo in condizioni operative medie oscilla fra 0,75
e 0,95, altri sistemi a variatore come quello idraulico o idromeccanico e che generalmente non hanno applicazioni nella trazione, hanno un rendimento che di solito è compreso fra 0,50 e 0,65.
Nella guida quotidiana, questi vantaggi e svantaggi pressoché si equivalgono, consentendo ai cambi CVT di ottenere consumi paragonabili a quelli dei cambi manuali. L'unico vero limite di questo tipo di trasmissione è che la massima coppia trasferibile è limitata dall'attrito tra le parti e dalla resistenza della cinghia o catena, non essendoci interferenza tra le parti come tra i denti degli ingranaggi, e per questo i cambi continui sono in genere usati su veicoli di bassa potenza e altri mezzi di lavoro leggeri e nelle utilitarie con motori tra 1 e 1,5 litri di cilindrata. Inoltre, rispetto ad un cambio automatico "tradizionale" risente maggiormente della qualità e della pulizia dell'olio, ed è fondamentale rispettare gli interventi manutentivi indicati per garantirgli una vita utile pari almeno a quella della vettura. Questo tipo di trasmissione, a dispetto dei notevoli vantaggi che potrebbe avere nella guida sportiva, mal sopporta gli "strapazzi" e lo stile di guida aggressivo, in quanto i contraccolpi causati dai rapidi apri-chiudi del gas e dalle caratteristiche di erogazione dei motori da corsa (specie se turbocompressi o esasperatamente elaborati) possono comportare delle sollecitazioni sugli elementi della trasmissione di gran lunga superiori al normale, con la possibile usura precoce degli elementi d'attrito, un loro slittamento, e nei casi più estremi anche il cedimento catastrofico.
Un cambio continuo a pulegge e cinghia/catena può offrire variazioni di rapporto abbastanza rapide (se usato in modalità sequenziale, data l'assenza di interruzioni nella coppia erogata, la velocità di "cambiata" tra i rapporti fissi non è così determinante: in genere si programma la centralina per evitare variazioni troppo brusche, che solleciterebbero eccessivamente la cinghia/catena), tuttavia il rapporto può variare solo se il veicolo è in movimento (le pulegge devono essere in rotazione), ed è fondamentale programmare delle strategie di gestione in tal senso, soprattutto in caso di brusche frenate.
Il crescente mercato dei cambi automatici e i potenziali vantaggi in termini di peso e consumi (e di conseguenza, emissioni), sta comunque spingendo molte case automobilistiche a migliorarli costantemente, ed estenderne il campo di applicazione.
Il cambio continuo compensa progressivamente le variazioni del veicolo facendo andare il motore sempre al suo regime di coppia massima. Ciò aumenta la resa energetica e riduce le emissioni inquinanti, ma rende il suono del motore costante e privo di risposta sonora; di conseguenza, si può avere la sensazione di procedere a velocità costante mentre in realtà si è in progressiva accelerazione. Una rivista ha descritto la sensazione prodotta come quella di guidare un motoscafo in accelerazione.
Il software di controllo può essere studiato in modo da emulare un cambio automatico tradizionale, preselezionando all'interno della gamma dei rapporti un certo numero di valori fissi, generalmente 6 o 7, eliminando questo problema di marketing.
Un altro inconveniente, comune ad altri tipi di cambio automatico, è la mancanza di freno motore, perché rilasciando il gas viene impostato automaticamente un rapporto lungo.
Correlato a questo fenomeno, c'è l' "effetto elastico" (anch'esso comune agli altri tipi di trasmissione automatica) ovvero quel ritardo che si ha in fase di sorpasso tra la pressione sull'acceleratore e la risposta del motore, in quanto bisogna attendere che la trasmissione scali verso un rapporto corto prima che il veicolo acceleri sensibilmente.
Per ovviare a questi problemi, si può preselezionare quando in decelerazione o prima di un sorpasso, la modalità sportiva, presente sulla maggior parte delle trasmissioni automatiche, per un maggiore utilizzo dei rapporti corti, oppure passare in modalità manuale/sequenziale.